# Universitat de Milà

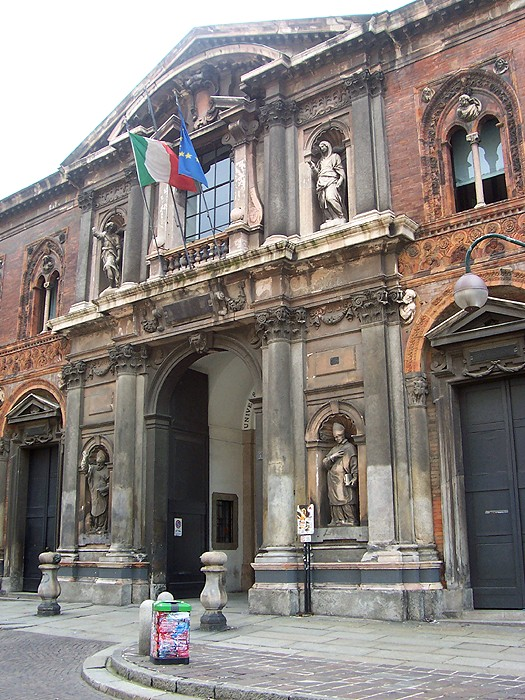
Entrada principal al Rectorat a la Via Festa del Perdono.

La Universitat de Milà (en italià: Università degli Studi di Milano, UNIMI) és una de la majors universitats d'Itàlia amb 60.162 estudiants (2013/14), 4.150 professors i empleats no docents (2009/2010).

## Història
La universitat de Milà es va fundar el 30 de setembre de 1923, quan la Facultat d'arts i filosofia de l'Accademia de Milà, activa des de 1862, es va fusionar amb el «Istituti Clinici di Perfezionamento» fundat per Luigi Mangiagalli el 1906.
Les activitats d'investigació i ensenyament de la Universitat s'han desenvolupat notablement a través dels anys i li han valgut el reconeixement internacional. La institució és l'únic membre italià de la Lliga d'Universitats d'Investigació Europees (LERU). Un prestigiós grup de vint universitats europees enfocades en la d'investigació. Ha estat també reconeguda com la primera universitat d'Itàlia i la setena d'Europa.
A nivell local la universitat s'esmenta habitualment com «Statale» per evitar confusió amb altres institucions acadèmiques de la ciutat.

## Organització
La universitat està dividida en 9 facultats: 
- Facultat d'Agricultura
- Facultat d'Art i Filosofia
- Facultat de Dret
- Facultat de Ciències i tecnologies
- Facultat de Medicina i Cirurgia
- Facultat de Farmàcia
- Facultat de Ciències polítiques econòmiques i socials
- Facultat de Esports i Educació física
- Facultat de Veterinària